# Ulmus bergmanniana
Ulmus bergmanniana là một loài thực vật có hoa trong họ Ulmaceae. Loài này được C.K. Schneid. miêu tả khoa học đầu tiên năm 1912.

## Hình ảnh

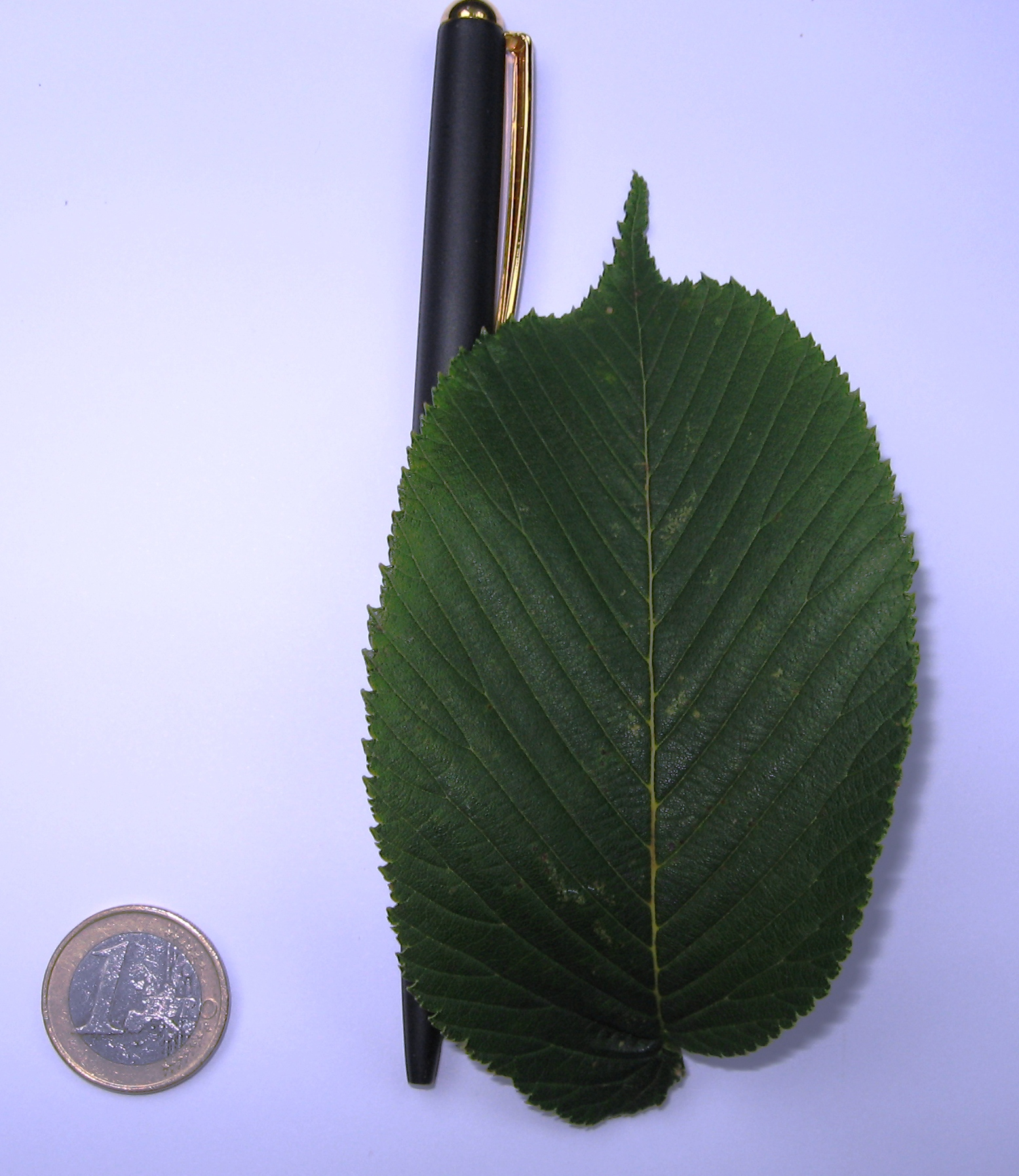